# Deportivo Unicosta
La Corporación Deportiva de la Costa, más conocido como Unicosta, fue un club de fútbol colombiano con sede en Barranquilla. Actualmente se desempeña como equipo aficionado, jugando en la liga del departamento de Atlántico. Tuvo un breve paso por las principales categorías de fútbol colombiano, durante el cual fue el rival del Atlético Junior en el Clásico barranquillero.

## Historia
Deportivo Unicosta fue fundado por el empresario deportivo Enrique Chapman en 1995 y empezó ese mismo año su participación en el Torneo de ascenso. Reemplazo Ficha Atlético Buenaventura.
Fue en la temporada 1996-1997, en la cual Deportivo Unicosta logró ascender al Fútbol Profesional Colombiano. En la primera mitad fue séptimo del Grupo A con 15 puntos, pero en la segunda parte de la campaña fue el mejor del Grupo B con 22 unidades, para ubicarse quinto de la reclasificación del año en la Primera B. Ya en el cuadrangular final, Unicosta fue el vencedor con 13 puntos, superando a Lanceros Boyacá, Atlético Córdoba y Deportivo Pasto.
Deportivo Unicosta ascendió ocupando el lugar de Cúcuta Deportivo, descendido al acumular 31 puntos en la mencionada campaña, en la Primera División.
El Torneo Adecuación 1997 significó el debut de Deportivo Unicosta en Primera División, en el cual resultó octavo del Grupo B con 14 puntos, superando por tres unidades al colero Independiente Medellín.
El equipo  Deportivo Unicosta salvó la categoría en a la última fecha de visitante, ganándole 3-2 a Millonarios en la ciudad de Bogotá en el Estadio Nemesio Camacho  El Campín.
El Campeonato colombiano 1998 fue la segunda y última temporada de Deportivo Unicosta en el Fútbol Profesional Colombiano, ya que en el Torneo Apertura fue último con 30 puntos, así como en el Finalización con sólo siete unidades.Deportivo Unicosta descendió de nuevo a la Primera B, siendo superado con 13 puntos de diferencia al penúltimo lugar, ocupado por Unión Magdalena.
Deportivo Unicosta desapareció en 1999, cediendo su ficha al nuevo Club Deportivo Soledad.

## Datos del club
- Puesto histórico: 36º
- Temporadas en 1ª : 2 (1997-1998).

- Temporadas en 2ª : 3 (1995-1996/97).
- Mejor Puesto en Campeonatos Nacionales
- En Primera A: 15°(Torneo Adecuación 1997)
- En Primera B: 1°(1996/97)
- Peor Puesto en Campeonatos Nacionales
- En Primera A: 16°(1998)
- En Primera B: 7°(1995/96)
- Mayor goleada conseguida:
  - En campeonatos nacionales: 7-2 (Unión Magdalena, 1998)
- Mayor goleada recibida:
  - En campeonatos nacionales: 6-0 (Atlético Nacional, 1998)

## Entrenadores
| Nombre                | Nacionalidad(es)    | Periodo   |
| --------------------- | ------------------- | --------- |
| Javier Castell        | Colombiano          | 1995-1997 |
| Hugo Gallego          | Colombiano          | 1998      |
| Luis Grau             | Colombiano          | 1998      |
| Julio Comesaña        | Uruguayo Colombiano | 1998      |
| Eduardo Julián Retat  | Colombiano Francés  | 1998      |
| Ronald Valderrama (e) | Colombiano          | 1998      |
| José María Pazo (e)   | Colombiano          | 1998      |
| Fernando Reales       | Colombiano          | 1998      |
| Eduardo Carrillo      | Colombiano          | 1998      |

## Uniforme
- Uniforme titular: Camiseta azul con una banda amarilla horizontal, pantalón y medias azules
- Uniforme alternativo: Camiseta blanca con una banda azul horizontal, pantalón y medias blancas

## Palmarés

### Torneos nacionales
- Categoría Primera B (1): 1996/97.